# Собковяк, Томаш
Томаш Собковяк (12 декабря 1895, Гурка-Духовна, Польша — 31 марта 1949, Зелёна-Гура, Польша) — польский госслужащий, вице-президент города Лешно, первый мэр города Зелёна-Гура (1945—1946).

## Биография
Томаш Собковяк родился 12 декабря 1895 года в городе Гурка-Духовна. Окончил гимназию в Дуйсбурге, Германия. Во время Первой мировой войны служил в немецких войсках на двух фронтах — французском и российском, последний из которых покинул.
В межвоенный период изучал право в Польше, после чего устроился работать в городскую администрацию в Великой Польше, постепенно достигнув поста вице-президента в городе Лешно. С 1942 по 1945 года был заключенным в Освенциме.
После войны Томаш снова пытался устроиться на работу в Лешно, однако Западно-Польский Союз, польская патриотическая организация, предложил ему работу в Зелёна-Гуре. Когда в немецкий город Грюнберг Красная армия вошла 14 февраля 1945 года, в нём оставалось менее 4000 человек населения. Власть в городе принадлежала советскому коменданту майору Демьяну Верхотурову. Он вначале назначил мэром немецкого коммуниста Карла Лаубе. Однако после передачи города Польше под новым названием Зелёна-Гура оставшиеся немцы были депортированы в Германию, а в город прибыли польские переселенцы. 6 июня 1945 года Томаш Собковяк официально принял власть в польской Зелёной-Гуре от советского военного командования.
2 декабря 1945 года занял должность председателя муниципального совета. Однако в результате давления со стороны Управления безопасности он ушел в отставку в январе 1946 года (он был снова принят в сентябре 1946 года). В ноябре 1946 года отказался от председательства.
В Зелёна-Гуре он был членом отделения «Каритас», а также сидел в приходском совете.
С 2006 года в Зелёна-Гуре есть улица имени Томаша Собковяка.